# Bible III
『Bible III』（バイブル・スリー）は、松田聖子の2枚組ベスト・アルバム。1996年3月1日発売。発売元はSony Records。

## 解説
2枚組全33曲のベスト・アルバム。Bibleシリーズの第3弾。シングル曲、および1980年から1995年にリリースされたオリジナル・アルバム（企画アルバム除く）から、人気曲をセレクトして収録。松田がソニーを離れてからリリースされた作品の為、第1弾や第2弾と異なり、本人が関わっていない。
バランスとしては、シングルA面曲が13曲（両A面を含む）、アルバム曲が20曲。シングルのB面曲は両A面扱楽曲を除いて収録されていない。
ジャケットは、『Bible』（1991年12月1日）、『Bible II』（1994年12月1日）のCDジャケットが並んだもの。ピンク色と黄色がイメージ色で使用されている。CDレーベルも、Disc 1がピンク色、Disc 2は黄色。
初回生産分のみ、見る方向によって『Bible』『Bible II』のどちらかのジャケットが浮かび上がる、特殊加工付三方背BOX仕様。
歌詞カードには、アルバム・ナンバーの出典解説コメントおよび曲目、レコードジャケットが掲載されている。
2006年7月19日に発売された、74枚組CD BOX『Seiko Matsuda』に、デジタル・リマスタリング仕様、かつLPサイズジャケットにリニューアルされて同梱された。リマスター盤の個別販売はない。

## 収録曲

### Disc 1
1. 裸足の季節　（3:43）
2. SQUALL　（3:44）
  - アルバム『SQUALL』（1980年8月1日）収録
3. Eighteen　（3:18）
  - 「風は秋色／Eighteen」（1980年10月1日）より。両A面扱い。
  - アルバム『North Wind』（1980年12月1日）収録
4. Summer Beach 〜オレンジの香り〜　（3:37）
  - アルバム『Silhouette 〜シルエット〜』（1981年5月21日）収録
5. チェリーブラッサム　（3:21）
6. 一千一秒物語　（4:22）
  - アルバム『風立ちぬ』（1981年10月21日）収録
7. パイナップル・アイランド　（3:10）
  - アルバム『Pineapple』（1982年5月21日）収録
8. 赤いスイートピー　（3:38）
9. 未来の花嫁　（4:18）
  - アルバム『Candy』（1982年11月10日）収録
10. 野ばらのエチュード　（4:05）
11. ピーチ・シャーベット　（3:58）
  - アルバム『ユートピア』（1983年6月1日）収録
12. LET'S BOYHUNT　（4:13）
  - アルバム『Canary』（1983年12月10日）収録
13. Rock'n Rouge　（4:15）
14. 真っ赤なロードスター　（4:28）
  - アルバム『Tinker Bell』（1984年6月10日）収録
15. マンハッタンでブレックファスト　（4:26）
  - アルバム『Windy Shadow』（1984年12月8日）収録
16. ハートのイアリング　（4:05）
17. 天使のウィンク　（4:00）
18. Vacancy　（4:44）
  - アルバム『The 9th Wave』（1985年6月5日）収録

### Disc 2
1. 螢の草原　（5:16）
  - アルバム『SUPREME』（1986年6月1日）収録
2. マリオネットの涙　（5:22）
  - アルバム『SUPREME』収録
3. Kimono Beat　（3:47）
  - アルバム『Strawberry Time』（1987年5月16日）収録
4. 抱いて…　（4:33）
  - アルバム『Citron』（1988年5月11日）収録
5. Marrakech〜マラケッシュ〜　（4:07）
  - 表記は無いが、アルバム「Citron」収録ヴァージョン。
6. Precious Heart　（4:27）
7. We Are Love　（4:34）
  - シングルバージョンはアルバム初収録。
8. Believe In Love　（5:19）
  - アルバム『1992 Nouvelle Vague』（1992年3月25日）収録
9. きっと、また逢える…　（4:45）
10. 大切なあなた　（4:23）
  - 表記は無いが、アルバム『DIAMOND EXPRESSION』（1993年5月21日）収録のAlbum Mix。
11. Baby, Make Love Tonight　（4:31）
  - アルバム『DIAMOND EXPRESSION』収録
12. はじまりはBreak Up　（4:43）
  - アルバム『Glorious Revolution』（1994年6月12日）収録
13. 輝いた季節へ旅立とう　（4:52）
14. 素敵にOnce Again　（4:49）
15. Why　（5:16）
  - アルバム『It's Style'95』（1995年5月21日）収録

## 関連作品
- Bible
- Bible II
- Complete Bible
- Premium Diamond Bible
- Diamond Bible